# Jeep Wagoneer S
Jeep Wagoneer S — электромобиль-внедорожник, производимый американской компанией Chrysler (отделение Jeep).

## История и описание модели
В сентябре 2022 года подразделение Jeep объявило о планах по расширению своей линейки первыми двумя электромобилями, разработанными «с нуля» после создания группы Stellantis. Первой моделью стал полноразмерный внедорожник Wagoneer S, премьера которого состоялась в конце мая 2024 года. В основе автомобиля лежит платформа STLA Large, отличающаяся «стройным» кузовом с пологой линией крыши и обширным задним спойлером, оптически расширяющим линию крыши. Радиаторная решётка с 7 щелями имеет дополнительное освещение наряду с узкими фарами.
Коэффициент аэродинамического сопротивления составляет 0,29 Кд. Этому способствовали, в частности, накладки на колёсные арки, защитная пластина и боковые юбки.
Отделка салона была разработана в стиле Grand Cherokee. Интерьер включает в себя массивную приборную панель с двухспицевым рулевым колесом, высокий центральный тоннель с ручкой для выбора режимов движения и обширный набор экранов.

### Продажи
Продажи Jeep Wagoneer S осуществляются с осени 2024 года на рынке США. Цена составляет 71000 долларов.

### Технические характеристики
Wagoneer S оснащён двумя электродвигателями мощностью 600 л. с. и крутящим моментом 800 Н⋅м, которые обеспечивают разгон до 100 км/ч за 3,4 секунды. Ёмкость аккумулятора составляет 100,5 кВт⋅ч, а запас хода — примерно 480 км.